# Temperaturwechsel-Adsorption
Die Temperaturwechsel-Adsorption (TSA – Temperature Swing Adsorption) ist ein physikalisches Verfahren zur Trennung von Gasgemischen unter Einsatz thermischer Energie mittels Adsorption. Sie wird hauptsächlich zur Abgasreinigung eingesetzt.

## Verfahren
Die Temperaturwechsel-Adsorption macht sich die Temperaturabhängigkeit der Adsorption zu Nutze. Das Adsorbens wird mit der abzutrennenden Komponente beladen und in einem Folgeschritt mittels Einbringung thermischer Energie von dieser Komponente weitgehend befreit. Für den kontinuierlichen Betrieb einer Temperaturwechsel-Adsorptionsanlage sind somit mindestens zwei Adsorber notwendig; einer, der beladen wird, und ein weiterer, der desorbiert wird. Als Heizmittel zur Desorption werden in der Regel Wasserdampf oder heißer Stickstoff verwendet.
Im Gegensatz zur Druckwechsel-Adsorption benötigt die Temperaturwechsel-Adsorption thermische Energie, die weniger kostenintensiv ist als mechanische Energie. Sie kann auch bei Stoffsystemen mit hohen Adsorptionsenthalpien eingesetzt werden. Die Taktzeiten betragen in der Regel mehrere Stunden.
Die Temperaturwechsel-Adsorption wird bevorzugt zur Entfernung niedrig konzentrierter Komponenten mit hohen Adsorptionsenthalpien eingesetzt, wie es bei der Abgasreinigung häufig der Fall ist.